# Assassinat d'un président
Pour plus de détails, voir Fiche technique et Distribution.
Assassinat d'un président ou L'assassinat du président de l'école au Québec (Assassination of a High School President) est une comédie dramatique américaine réalisée par Brett Simon, écrite par Tim Calpin et par Kevin Jakubowski. Les acteurs principaux de ce film sont Reece Thompson, Bruce Willis, Mischa Barton et Michael Rapaport. Il a été présenté en avant-première au festival du film indépendant de Sundance 2008 et a recueilli des éloges de la part des critiques.
Il est sorti en DVD aux États-Unis le 6 octobre 2009.

## Résumé
Bobby Funke est un étudiant de deuxième année qui n'est pas très populaire. Il a pour ambition d'intégrer l'université Northwestern afin de devenir journaliste. Cependant, bien qu'il proclame être le meilleur, il n'a jamais terminé un article pour le journal de son l'école (Saint Donovan). La rédactrice en chef, Clara Diaz, demande à celui-ci de rédiger un article sur Paul Moore, le président des étudiants et le garçon le plus populaire. Bobby essaye de l'interviewer mais en vain et il est même intimidé par les amis de Paul.
Un jour, le chef d'établissement, Jared Kirkpatrick découvre que des tests d'examens qui se trouvaient dans son bureau ont été volés. Il convoque alors les élèves de sa liste noire ainsi que Bobby, afin de les questionner. Bien que le groupe se révèle être innocent, le principal les avertit qu'ils sont désormais sous surveillance. Quand Francesca Facchini demande à Bobby de retrouver les voleurs, il mène une enquête de grande ampleur reliant Paul au vol et écrit un article dénonçant ce dernier. Le principal oblige alors Paul à ouvrir son casier et tombe sur les sujets examens. Clara décide alors d'envoyer l'article à l'université Northwestern. Bobby devient alors un étudiant populaire et gagne le respect de tous. Bien que la popularité de Bobby croisse de jour en jour, il commence à avoir des soupçons quant à la culpabilité de Paul, qui clame son innocence. Bobby se demande alors s'il n'est pas la victime d'une conspiration.

## Fiche technique
- Titre original : Assassination of a High School PresidentI
- Titre français : Assassinat d'un président
- Titre québécois : L'assassinat du président de l'école
- Réalisation : Brett Simon (en)
- Scénario : Kevin Jakubowski et Tim Calpin
- Musique : Daniele Luppi
- Directeur de la photographie : M. David Mullen
- Costumes : Amy Westcott
- Montage : William M. Anderson (en) et Thomas J. Nordberg
- Producteurs : Doug Davison, Roy Lee et Bob Yari
- Sociétés de production : Vertigo Entertainment et Yari Film Group (YFG)
- Distribution : Yari Film Group Releasing et Sony Pictures Entertainment
- Budget : 11 500 000 dollars
- Pays :  États-Unis
- Langue : anglais
- Format : Couleur • 2,35:1 • 35 mm
- Genre : Comédie dramatique
- Durée : 93 minutes
- Date de sortie en salles[1] :
  -  États-Unis : 17 janvier 2008 (au Festival du film de Sundance)
  -  France : 1er juin 2010 (DVD)

## Distribution
- Mischa Barton (V.Q. : Catherine Bonneau) : Francesca Fachini
- Reece Thompson (en) (VF : Yoann Sover ; V.Q. : Gabriel Lessard) : Bobby Funke
- Bruce Willis (VF : Patrick Poivey ; VQ : Jean-Luc Montminy) : le Principal Jared T. Kirkpatrick
- Michael Rapaport (V.Q. : Sébastien Dhavernas) : le Coach Z
- Kathryn Morris : l'infirmière Platt
- Melonie Diaz (V.Q. : Agathe Lanctôt) : Clara Diaz
- Josh Pais (V.Q. : Jacques Lavallée) : le Père Newell
- Luke Grimes (V.Q. : Nicholas Savard L'Herbier) : Marlon Piazza
- Patrick Taylor (V.Q. : Nicolas Charbonneaux-Collombet) : Paul Moore
- Aaron Himelstein (V.Q. : Nicolas Bacon) : Tad Goltz
- Joseph Perrino (en) (V.Q. : Hugolin Chevrette) : Dutch Middleton
- John Magaro : Cipriato
- Robin Lord Taylor : Alex Schneider
- Vincent Piazza (V.Q. : Aliocha Schneider) : Ricky Delacruz
- Zoë Kravitz (V.Q. : Sarah-Jeanne Labrosse) : Valerie Torres
- Zachary Booth (V.Q. : Frédérik Zacharek) : Rocky Raccoon
- Adam Pally : Freddy Bismark
- Tanya Fischer (es) (V.F : Dorothée Pousséo ; V.Q. : Laetitia Isambert-Denis) : Sam Landis
- Josh Caras (V.Q. : Xavier Morin-Lefort) : Marty Mullen
- Zach Roerig (V.Q. : Sébastien Reding) : Matt Mullen
- Gabrielle Brennan (V.Q. : Alice Dorval) : Chrissy Moore
- Marc John Jefferies (V.Q. : Kevin Houle) : Elliot Duncan

Source et légende : Version québécoise (V.Q.) sur Doublage Québec.